# Richard Niederbacher
Richard Niederbacher (Gleisdorf, 7 december 1961) is een Oostenrijks oud-voetballer en oud-international. Hij speelde vier interlands voor de nationale ploeg in de periode 1984-1988. 